# Suillia similis
Suillia similis är en tvåvingeart som först beskrevs av Johann Wilhelm Meigen 1838.  Suillia similis ingår i släktet Suillia och familjen myllflugor. Arten har ej påträffats i Sverige. Inga underarter finns listade i Catalogue of Life.